# Савинские Горки
Савинские Горки  — деревня в Торжокском районе Тверской области. Входит в состав Мирновского сельского поселения.

## География
Находится в центральной части Тверской области на расстоянии приблизительно 15 км на юго-восток по прямой от районного центра города Торжок на левом берегу реки Тверца.
И примерно в 5.5 км на юг от автодороги «Москва — Санкт-Петербург» М10 (E 105)

## История
Деревня была отмечена ещё на карте 1800 года. На карте отмечена паромная переправа дороги Маркашино — Сенцово
В 1859 году здесь (деревня Горки Новоторжского уезда Тверской губернии) было учтено 46 дворов, в 1941 — 54.
В XX веке в деревне находились начальная школа, клуб, сельмаг, грибоварня.

## Население
Численность населения: 260 человек (1859 год), 69 (русские 84 %) в 2002 году, 55 в 2010.

## Савинские Горки в кино
В деревне проходили съемки художественного фильма режиссёра Андрея Кончаловского Сибириада.

## Достопримечательности
В деревне находится хорошо сохранившийся мост из валунов в непосредственной близости от реки Тверцы — мост через ручей, впадающий в Тверцу. Мост остался от старой гужевой дороги (тракта) из Петербурга в Москву вдоль Тверцы, построен во времена Екатерины архитектором Н. А. Львовым.
Насыпной остров посреди реки Тверцы, являвшийся частью механизма паромной переправы и причала речных судов барок - речного пути из Твери в Новгород в 10-19 веках.
Развалины командного пункта-убежища с рабочей площадью 100 кв. метров, времен ВОВ.
Могильник XIV века Савинские Горки, в котором был обнаружен фрагмент древнего войлочного плаща япкыт.